# Mesochorus sinaloensis
Mesochorus sinaloensis är en stekelart som beskrevs av Dasch 1974. Mesochorus sinaloensis ingår i släktet Mesochorus och familjen brokparasitsteklar. Inga underarter finns listade i Catalogue of Life.